# Batel Guarapuava
O Batel Guarapuava Futebol Clube S.A.F., ou simplesmente Batel, é um clube de futebol brasileiro, sediado na cidade de Guarapuava, no Paraná.

## História
Fundado em 17 de Março de 1951 por um grupo de empresários industriais do ramo da madeira, mais especificamente das famílias: Carolo, Silvestre, Trombine e Dalla Vecchia. 
O Batel, por alguns anos, jogou campeonato amadores. Somente no final da década de 1980, passou a atuar profissionalmente, quando em 1989 entrou na segunda divisão do Campeonato Paranaense, subindo para a primeira divisão em 1990, finalizando em 11º lugar.
Suas melhores companhas foram nos estaduais de 1994 e 1995, quando terminou na sexta colocação e habilitando-se para participar da Série C do Brasileiro.
Em janeiro de 2020, foi impedido de participar do Campeonato Paranaense da Segunda Divisão, por pendências com a FPF, sendo chamada para ocupar a sua vaga, a Associação Atlética Iguaçu. Porém, o Batel obteve na Justiça Desportiva o direito de participar do Campeonato.

### Anúncio de mudança de nome
Em 23 de abril de 2023, o Batel anunciou sua mudança de nome temporariamente para FC Mariupol, uma homenagem ao clube extinto devido à invasão na Ucrânia pela Rússia em 2022, após ter sua infraestrutura destruída.
O motivo da mudança de nome foi explicado pelo presidente do clube:

"Nosso clube e nossa região tem muita identificação e carinho pelo povo ucraniano. A ideia é ajudar a manter vivo o FC Mariupol, que era um orgulho e a grande paixão da cidade, até que eles possam realmente retornar as suas atividades."— Alex Lopes, presidente do Batel
A mudança acabou nunca sendo consumada. 
Parceria Tigers Academy
Para a disputa da Terceira Divisão do Campeonato Paranaense de Futebol de 2023, o clube firmou parceria com o Tigers Academy, de São Mateus do Sul, responsável pela gestão de futebol do Rubro-Negro, disputando os jogos no Estádio Municipal Edison Carlos Schramm, com capacidade para 599 espectadores.

## Estádios
O primeiro estádio utilizado pelo Batel foi o "Lobo Solitário", que era de propriedade do Guarapuava Esporte Clube. Posteriormente, passou a jogar no Waldomiro Gelinski, com capacidade atual para 2.300 espectadores.

## Títulos
- Campeão da Terceira Divisão Paranaense: 2024.[12]

### Participações
|  | Participações em 2025 |

| Competição | Competição            | Temporadas | Melhor campanha           | Estreia | Última | P | R |
| Paraná     | Campeonato Paranaense | 10         | 6º colocado (1994 e 1995) | 1990    | 2000   |   | 3 |
| Paraná     | Segunda Divisão       | 11         | Vice-campeão (1998)       | 1989    | 2025   | 3 | 2 |
| Paraná     | Terceira Divisão      | 8          | Campeão (2024)            | 2009    | 2024   | 3 |   |
| Brasil     | Série C               | 2          | 27º colocado (1994)       | 1994    | 1995   | – | – |